# Åbo saluhall

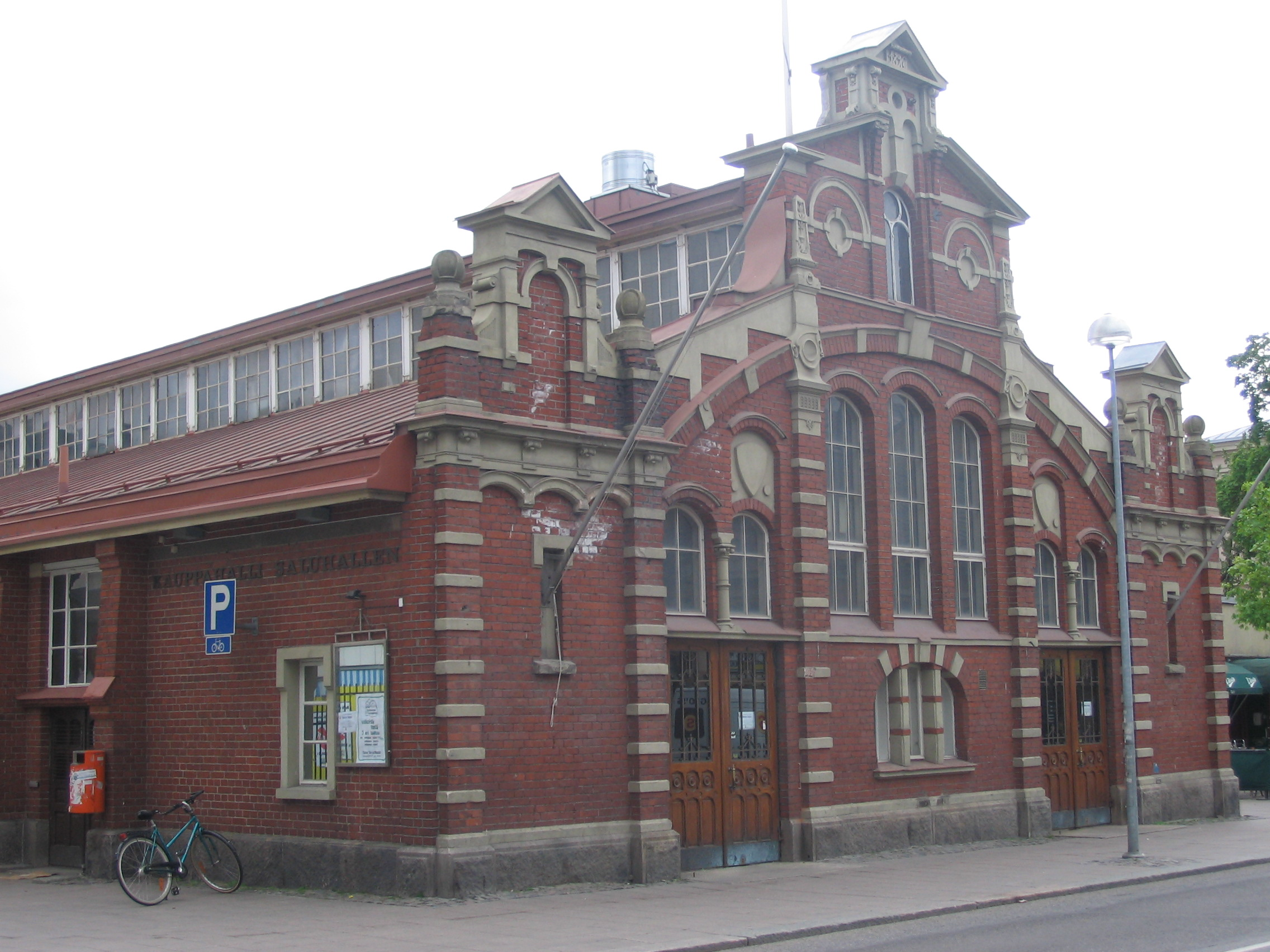
Saluhallen i Åbo

Åbo saluhall är en saluhall i staden Åbo. Saluhallen öppnades 1896 och ligger i stadens centrum i närhetet av Salutorget. Saluhallens byggnad är ritad av arkitekt Gustaf Nyström och den är 118,5 meter lång, 30 meter bred och 13 meter hög. År 1977 öppnades en tillbyggnad. Saluhallens huvudentréer är till Eriksgatan och Slottsgatan. Årligen har Åbo saluhall cirka två miljoner besökare.